# Ibn Umail

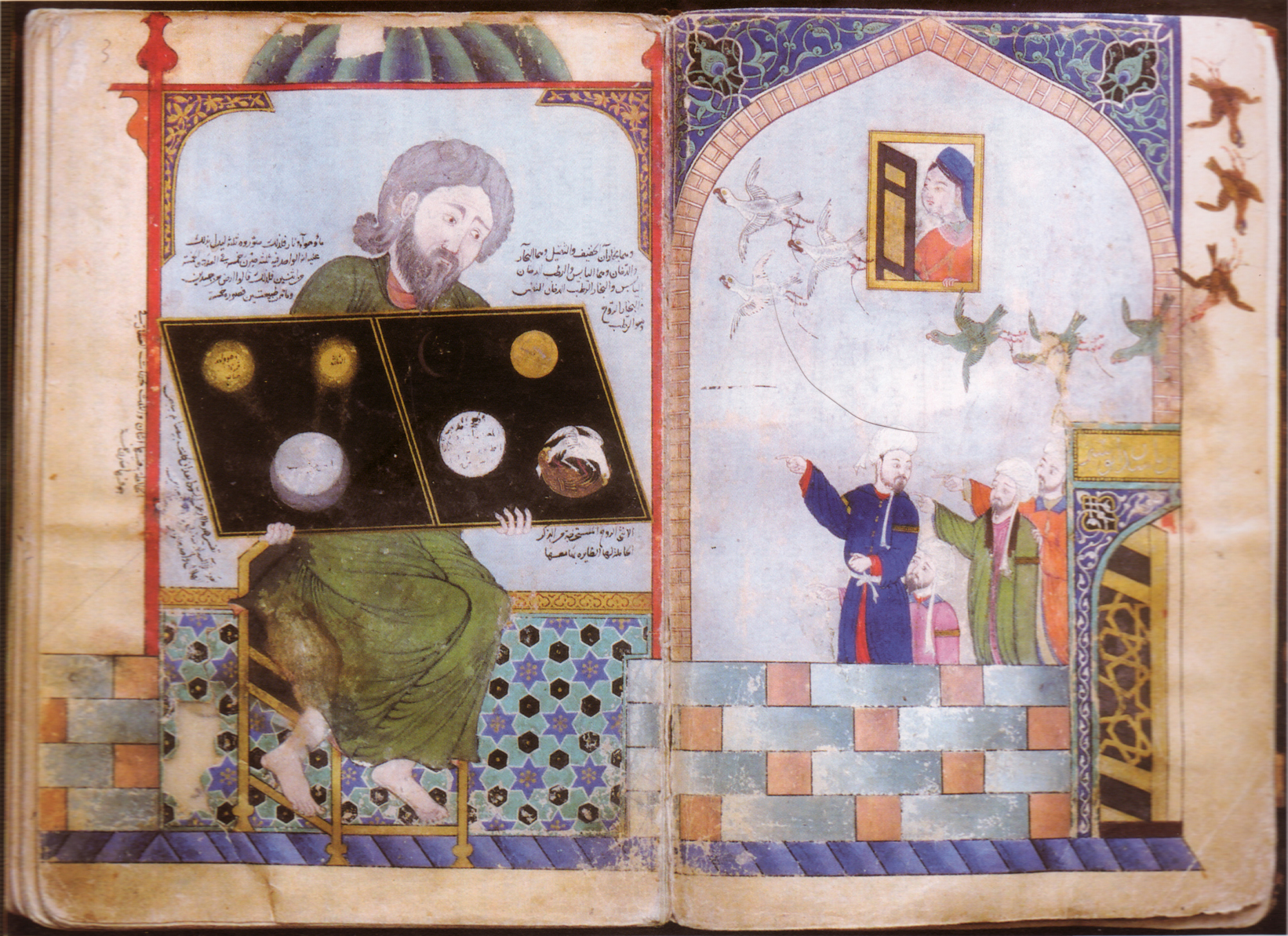
Illustration in Ibn Umail's Silberwasser und Sternenerde (1211) zu Ibn Umail's Vision in einem Tempel in Busir (Ägypten). Dabei sah er eine Statue eines alten Weisen, der eine Tafel mit symbolischen Darstellungen hält – für Ibn Umail dem Kern alchemistischen Wissens. Spätere ähnliche Darstellungen, wie in der Aurora consurgens und im Theatrum Chemicum wurden wohl von dieser inspiriert

Ibn Umail (arabisch ابن أميل, DMG Ibn Umail; lebte um 900–960), eigentlich محمد بن أميل بن عبد الله / Muḥammad b. Umail b. ʿAbd Allāh, auch mit den Beinamen „al-ḥakīm“ (der Weise) oder „aṣ-ṣādiq“ (der Wahrhafte) und „at-Tamīmī“ (aus dem Stamm der Tamīm) benannt, war ein vermutlich aus Ägypten stammender, arabischer Alchemist. In der lateinischen Alchemie war er auch als „Senior“ bekannt („Senior Zadith Filius Hamuel“, übersetzt: „der Weise, der Wahrhafte, Sohn des Umail“).
Ibn Umail war ein bedeutender Vertreter des allegorischen oder mystischen Zweiges der arabischen Alchemie. In der lateinischen Alchemie wurde er häufig zitiert und als Autorität anerkannt. Dafür spricht, dass bekannte lateinische Traktate in Teilen oder als Ganzes Übersetzungen seines al-Mā' al-waraqī enthalten, wie Clavis Sapientiae von Artefius, sowie Mangetus’ Bibliotheca Chemica Curiosa und Zetzners Theatrum Chemicum.
Nach H.E. Stapleton und M. Hidāyat Ḥusain lebte Ibn Umail zwischen 900 und 960. Dafür spricht die Erwähnung seines Freundes Aš-Šaiẖ Abū al-Ḥusain (oder Hasan) ibn Waṣīf in Ibn Umails Schriften. Ebenso erwähnte er Abū al-Ḥusain 'Ali ibn Aḥmad ibn 'Umar al-'Adawī, 'Abd al-Qāsim 'Abd ar-Raḥmān sowie den Alchemisten Mahrārīs als Zeitgenossen. Fuat Sezgin datiert sein Leben etwas früher und nimmt an, dass Ibn Umail seine Hauptwerke vor 920 schrieb. Da seine Schriften nicht die einschneidenden Veränderungen im philosophischen Denken um 900 spiegeln (damals führte der qarmatische Philosoph Muhammad ibn Ahmad an-Nasafi die neuplatonische ismailitische Kosmologie in das qarmatische System ein, das die früheren gnostisch-hermetischen Theorien ersetzte) sind sie wohl bereits vor 900 entstanden.

## Leben
Über Ibn Umails Leben ist wenig bekannt. In mehreren Abschnitten seiner Bücher empfiehlt er einen introvertierten Lebensstil, der zum Verständnis seiner Werke zentral ist, und den er vermutlich auch selbst lebte.
Ibn Umail lebte vermutlich in Ägypten (zur sogenannten „frühislamischenen Zeit“) oder war selbst Ägypter und hielt sich vermutlich zeitweise in Achmim auf (später Panopolis genannt), einem damaligen Zentrum der Alchemie. Darauf lassen Textpassagen schließen, in denen er den alchemistischen Ofen mit ägyptischen Tempeln vergleicht, ebenso wie Zitate von Zosimos von Panopolis (um 400) und 'ū n-Nūns (796–861) Schriften. Beide Alchemisten lebten in Ägypten. Aus seinen Werken wird deutlich, dass Ibn Umail zur Gruppe der Ismailitischen Schia gehörte, einer spirituellen Bewegung, die einen großen Teil der hellenistischen Tradition assimiliert hatte.
Ibn Umails Beschreibung des alchemistischen Werkes und seiner verschiedenen Substanzen macht als naturwissenschaftliche Beschreibung kaum Sinn. Vielmehr beschreibt er symbolisch seine Erfahrung eines innerpsychischen Transformationsprozesses, welchen Ibn Umail als höchstes Ziel des menschlichen Lebens darstellte. Er selbst weist in seinen Büchern wiederholt darauf hin, dass seine Beschreibungen des alchemistischen Werkes nichts mit der realen, äußeren Substanz zu tun haben.

## Bedeutung
Als Beschreibung psychischer Phänomene ist sein Werk von großem Wert für die moderne Psychologie. Besonders von Interesse sei seine Beschreibung zum Umgang mit Getriebenheiten oder Begierden (Gier, Lust, Neid etc.). Das diese auslösende „höllisch-göttliche Feuer“, genannt „männliche Seele“, könne durch dessen Gegensatz „das göttliche Wasser“, genannt „weiblichen Geist“, gehalten werden.
Diese psychologische Sichtweise spiegelt auch die Notiz eines Kopisten des im Istanbuler Topkapi Palastes befindlichen Kitāb al-Mā' al-waraqī, welcher den „Brief der Sonne an den Mond“ enthält. Sie besagt, dass die Sonne den Geist (al-ruh) und der Mond die Seele (al-nafs) repräsentiert, das Manuskript folglich über die Rezeptivität der Seele für den Geist handle.
Durch Ibn Umails Kommentare zu Bildern und Symbolen ägyptischer Tempel (wie Frosch oder Schnecke), bilden seine Werke eine Kulturbrücke zwischen der Ägyptischen Tradition sowie der Arabischen und der Lateinischen Alchemie. Ebenso wie die Ägypter mit ihrem Totenkult deren ewiges Lebens sicherstellen wollten, entspricht die alchemistische Suche nach dem Stein der Weisen und dem Wasser des Lebens der Suche nach Unsterblichkeit des Individuums.

## Werke

### Arabische Werke
- Ad-Durra an-Naqīya (die reine Perle)[18]
- As-Sira an-Naqīya (die reine Lebensführung)[19]
- Al-Qasida Nuniya (Gedicht, das sich auf den arabischen Buchstaben Nun reimt), mit einem Kommentar von Ibn Umail. Ms. Beşir Ağa (Istanbul) 505. Das Gedicht ohne Kommentar findet sich in Stapeltons Three Arabic Treatises[20]
- Al-Qasida al-mīmīya (Gedicht, das sich auf den arabischen Buchstaben Mīm reimt), mit einem Kommentar von Ibn Umail[21]
- Kitāb Hal ar-Rumūz (Buch der Erklärung der Symbole)[22]
- Kitāb al-Mā' al-waraqī,[23] welches folgende Texte enthält:
  - Risālat' aš-šams ilā 'l-hilāl (Brief der Sonne an den zunehmenden Mond)[24]
  - Kitāb al-Mā' al-waraqī wa-l-ard an-nagmiya (Buch über das Silberwasser und Sternenerde). Eine Erklärung des Briefes der Sonne an den zunehmenden Mond.[25]
- Kitāb al-Mabāqil as-sab'a (Buch über die sieben Pflanzgärten)[26]
- Kitāb al-Maġnīsiyā (Buch über das Magnesium)[27]
- Miftah al-hikma al-‘uzma (Das Buch des Schlüssels zur großen Weisheit)

### Lateinische Übersetzungen
- Epistola solis ad lunam (Brief der Sonne an den Mond)
- De Chemia, Straßburg 1560 (Übersetzung des Kitāb al-Mā' al-waraqī).
- Tabula Chemica (Übersetzung des Kitāb al-Mā' al-waraqī wa'l-Ard an-Najmiyah)
- Johannes Jacobus Mangetus: Bibliotheca Chemica curiosa, Genf 1702 (darin Artefius Clavis majoris sapientiae, Bd. I, p. 503 ff. sowie Senioris anitquissimi libellus (de chemica), Bd. II, p. 216ff. als Übersetzung des Kitāb al-Mā' al-waraqī).
- L. Zetzner: Theatrum Chemicum, Argentorati (Strasbourg) 1659–1661 (darin Artefius Clavis majoris sapientiae IV, p. 221 ff., Senior Zadith, fillii Hamuelis tabula chimica (De Chemia), V, p. 191f. und De Chemia V, p. 219–266).